# Edmund Kemper
III. Edmund Emil Kemper (Burbank, Kalifornia, 1948. december 18. –) amerikai sorozatgyilkos és nekrofil, aki tíz embert ölt meg, köztük apai nagyszüleit és anyját. Nevezetes volt nagy testéről, 2,06 m-es magasságáról és 145-ös IQ-járól. Kempernek a „Co-ed Killer” becenevet adták, mivel az áldozatai többsége a koedukált oktatási intézmények hallgatói voltak.
Kaliforniában született, Kempernek hányattatott gyermekkora volt. Fiatalon Montanába költözött az őt bántalmazó anyjával, majd 15 éves korában visszatért Kaliforniába, ahol megölte az apai nagyszüleit. A bírósági pszichiáterek paranoid szkizofrénként diagnosztizálták és a fiatalkorú elmebeteget gyógykezelésre ítélték az Atascadero Állami Kórházban.
21 éves korában bocsátották szabadon miután a pszichiáterek meggyőződtek arról, hogy rehabilitálták és úgy találták, hogy Kemper nem jelent fenyegetést a jövőbeli áldozataira. Új munkát kezdett a TNT-nél, mint kézbesítő. Fiatal női stopposokat szemelt ki, a járművéhez csalogatta őket, majd egy félreeső területre hajtott velük, ahol megölte, lefejezte, megcsonkította, megbecstelenítette őket majd hazavitte a testeket. Kemper aztán megölte az anyját és annak egy barátját mielőtt feladta magát a hatóságoknak.
Az 1973-as tárgyalásán épelméjűnek és bűnösnek találták és Kemper az elkövetett bűncselekményeiért kérvényezte a halálbüntetését. A halálbüntetést abban az időben felfüggesztették Kaliforniában és ehelyett egyidejűleg nyolc életfogytiglant kapott. Azóta is bebörtönözve tartják a Kaliforniai Orvosi Intézményben. Kemper többször lemondott a felfüggesztés jogáról és azt mondta, hogy boldog a börtönben.

## Gyermekkora
III. Edmund Emil Kemper a kaliforniai Burbankben született, 1948. december 18-án. Középső gyermek volt és egyetlen fia Clarnell Elizabeth Kempernek (szül. Stage, 1921–1973) és Edmund Emil Kempernek (1919–1985). II. Edmund második világháborús veterán volt, aki a háború után nukleáris fegyvereket tesztelt a Csendes-óceáni térségben, mielőtt visszatért Kaliforniába, ahol villanyszerelőként dolgozott. Clarnell gyakran panaszkodott II. Edmund "alantas" villanyszerelő munkájáért , mire ő pedig azt mondta, hogy az: "öngyilkos küldetések háborúban és az atombomba tesztelése semmi, ahhoz képest, hogy milyen együtt élni vele", és hogy Clarnell nagyobb fájdalmat okoz neki, mint háromszázkilencvenhat nap és éjszaka a fronton."
Az újszülöttként 5,9 kg-mal (13 font) született Kemper négy éves korára már egy fejjel magasabb volt társainál. Nagyon intelligens volt, de az állatokkal szemben különös kegyetlenséget mutatott: 10 éves korában élve eltemette a kedvtelésből tartott macskájukat; miután elpusztult, kiásta, lefejezte és a fejét egy cövekre erősítette. Kemper később azt nyilatkozta, hogy örömet szerzett neki az, hogy eredményesen tudott hazudni családjának a macska megöléséről. 13 éves korában megölte a család egy másik macskáját, mert úgy vélte, hogy az jobban kedveli húgát, Allyn Lee Kempert (született 1951-ben), és darabjait a szekrényében tartotta egészen addig, amíg az anyja rá nem talált.
Kemper egy dark fantasy világban élt: rítusokat mutatott be húga babáival, ami abban teljesedett ki, hogy eltávolította a fejüket és a kezeiket, egy alkalommal, amikor a nővére, Susan Hughey Kemper (1943-2014), azzal gyötörte, hogy azt  kérdezgette, miért nem próbálta megcsókolni a tanárát, azt válaszolta: "Ha megcsókolnám, előbb meg kellene ölnöm." Azt is emlékezetébe idézte, hogy fiatal fiúként kilopakodott a házából, és apja bajonettjével felfegyverkezve elment a másodikos tanárának házához, hogy az ablakon keresztül kifigyelje.  A későbbi interjúiban elmondta, hogy a kedvenc játékai gyermekeként a „Gázkamra” és az „Villamosszék” voltak, amelyben megkérte húgát, hogy kösse le és csavarjon el egy képzeletbeli kapcsolót, és aztán előrebukott és vonaglott a padlón, úgy tett, mintha aki haldoklik a gázok belégzése vagy áramütés miatt.  Gyerekként halálközeli tapasztalatokat is szerzett: egyszer, amikor a nővére megpróbálta egy vonat elé lökni vagy egy másik alkalommal, amikor nővére sikeresen egy úszómedence mélyebbik végébe lökte, ahol majdnem megfulladt.
Kemper szoros kapcsolatban állt az apjával, amely 1957-ben, szülei válásakor megsemmisült, így Clarnell nevelte őt Helenában, Montanában . Súlyos diszfunkcionális kapcsolata volt anyjával, egy neurotikus, uralkodó alkoholistával, aki gyakran ócsárolta, megalázta és bántalmazta őt. Clarnell gyakran arra kényszerítette a fiát, hogy egy lezárt alagsorban aludjon, mert attól tartott, hogy árt a nővéreinek, rendszeresen gúnyolódott a nagysága miatt - 6 láb 4 coll (1.93m) volt 15 éves korában - és "igazán bizarrnak" titulálta őt. Azt is megtagadta, hogy átölelje, attól való félelmében, nehogy a fia „meleggé váljon ”, és azt mondta a fiatal Kempernek, hogy az apjára emlékezteti és hogy nincs olyan nő, aki valaha szeretné őt. Kemper később "beteg dühös asszonyként" írta le anyját és feltételezhető, hogy borderline személyiségzavarban szenvedett.
Kemper 15 éves korában elszökött otthonról, hogy megpróbáljon kibékülni az apjával, a kaliforniai Van Nuys-ban. Ott megtudta, hogy apja újraházasodott és van egy mostohafia is. Kemper egy rövid ideig az apjával maradt, majd ezután az idősebb Kemper elküldte őt az apai nagyszülőkhöz, akik egy tanyán éltek a North Fork hegységében. Kemper utált North Forkban élni; nagyapját "szenilisnek" nevezte, és azt mondta, hogy a nagyanyja "folyamatosan elférfiatlanított engem is és nagyapámat is".

## Első gyilkosságok
1964. augusztus 27-én, amikor Kemper 15 éves volt, Kemper nagyanyja, Maude Matilda Hughey Kemper (született 1897) a konyhaasztalnál ült, amikor ő és Kemper szóváltásba kerültek. A vita hevében Kemper elrohant és megragadta a puskát, amelyet nagyapja vadászatra adott neki. Ezután visszatért a konyhába, és egy halálos lövést adott le nagyanyja fejére, majd még egyszer kétszer hátba is lőtte. Egyes beszámolók megemlítik, hogy nagyanyja több, konyhakéstől származó post mortem szúrt sebet is szenvedett. Amikor Kemper nagyapja, Edmund Emil Kemper (született 1892-ben) hazaért a bevásárlásból, Kemper kiment, és őt is lelőtte a kocsibehajtón. Nem volt biztos benne, hogy mit tegyen és felhívta anyját, aki sürgette, hogy vegye fel a kapcsolatot a helyi rendőrséggel. Kemper ezután felhívta a rendőrséget, és várta, hogy őrizetbe vegyék.
Amikor a hatóságok kikérdezték, Kemper azt mondta, hogy "csak tudni akartam, milyen érzés megölni a nagymamát", és  megölte nagyapját, hogy ne kelljen rájönnie arra, hogy felesége meghalt. Donald Lunde, a pszichiáter, aki részletesen meghallgatta Kempert a felnőtt koráig, azt írta, hogy ezekkel a gyilkosságokkal: "a maga módján így állt bosszút mind az apja, mind az anyja elutasításáért." Kemper bűncselekményeit egy 15 éves ember számára érthetetlennek ítélték, és a bírósági pszichiáterek paranoid szkizofréniának diagnosztizálták, és az Atascadero Állami Kórház elmeosztályára küldték.

### Bebörtönzés
Atascaderóban, a Kaliforniai Ifjúsági Hatóságnál a pszichiáterek és a szociális munkások határozottan nem értettek egyet a bírósági pszichiáterek diagnózisaival. Jelentéseik azt állították, hogy Kempernek "nem voltak csapongó gondolatai vagy zavar a gondolkodásában, semmiféle téveszmét vagy hallucinációt nem mutatott, és nincs bizonyíték bizarr gondolkodásra", és rögzítették, hogy IQ-ja 136 volt. Újra diagnosztizálták és megállapították, hogy passzív-agresszív személyiségzavarban szenved.  Később, még az atascaderói időben Kempert újabb IQ-tesztnek vetették alá, amely egy magasabb, 145-ös eredményt adott.
Kemper megkedveltette magát azzal, hogy mintaelítélt lett, és kiképezték arra, hogy más fogvatartottak számára pszichiátriai teszteket végezzen. Az egyik pszichiáter később állította, hogy: "Nagyon jó munkás volt, és ez nem jellemző a szociopatákra. Nagyon büszke volt munkájára."  Kemper is a Jaycees tagjává vált Atascaderóban, és kijelentette, hogy az atascaderói pszichiáterekkel folytatott munkája során "új teszteket és néhány új skálát dolgozott ki a Minnesota Multiphasic Personality Inventoryban "különösképpen egy "Nyilvánvaló rosszindulati skálát".  Második letartóztatása után Kemper azt állította, hogy miután megértette, hogyan működnek ezek a tesztek, lehetővé vált számára, hogy pszichiátereit manipulálja, és beismerte, hogy sokat tanult a szexuális bűnelkövetőktől, akiknek tesztjeit intézte; például azt mondták neki, hogy a legjobb megölni a nőt megerőszakolása után, hogy elkerülje a tanúkat.

## Szabadon bocsátás és a gyilkosságok közötti idő
1969. december 18-án, Kemper 21. születésnapján szabadon engedték az Atascadero-ból. A pszichiáterek ellenjavaslatára engedték és Clarnell felügyeletére bízták, - aki újra férjhez ment, és felvette a Strandberg nevet, majd elvált újra. A 609 A-ban lakott, az Ord Streeten, Aptosban, Californiában, egy rövid autóútra kaliforniai Santa Cruz Egyetemtől, ahol adminisztratív asszisztensként dolgozott. Később Kemper igazolta pszichiátereinek, hogy rehabilitáltak, és 1972. november 29-én a fiatalkori aktáit véglegesen kitörölték. A pszichiáterek utolsó jelentése a próbaidőről következő volt: 

„Ha anélkül látnám ezt a beteget, hogy lenne bármilyen kórtörténete, vagy bármilyen orvosi előzményt kaphatnék tőle, azt gondolnám, hogy egy nagyon jól beállított fiatalemberrel állok szemben, aki kezdeményezőkészséggel, intelligenciával rendelkezik és mentes mindenféle pszichiátriai betegségtől .. Véleményem szerint rendkívül kiválóan reagált a kezelésre és rehabilitációra, és nem látok pszichiátriai okot arra, hogy saját magát vagy a társadalom bármely tagját veszélyeztetné ... [és] talán felnőttként nagyobb szabadságot és lehetőséget kaphat a fejlődésre. Ésszerűnek tartom fiatalkori nyilvántartásának végleges megsemmisítését.”

 Míg anyjánál tartózkodott, Kemper részt vett a közösségi főiskola életében a szabadlábra helyezési feltételeknek megfelelően, és remélte, hogy rendőrré válhat, de a  mérete miatt elutasították - az Atascadero-ból való szabadon bocsátásakor Kemper 6 láb 9 coll (2,09 m) magas volt - amely a "Big Ed" becenévhez vezetett. Kemper fenntartotta a kapcsolatot a Santa Cruz-i rendőrökkel, annak ellenére, hogy elutasították a csatlakozási kérelmét  és egyfajta  „barátságos kellemetlenséggé” vált a Jury Room nevű bárban, amely a helyi rendőrök népszerű törzshelye volt. Számos alantas munkát végzett, mielőtt munkát létesített a kaliforniai állami Highway Department-nél (mai nevén a California Department of Transportation ).  Ebben az időben a kapcsolata Clarnell-lel mérges és ellenséges maradt, az anya és a fia közötti gyakori vitákat  a szomszédaik gyakran hallották.  Kemper később kifejtette érveit, hogy milyen volt akkoriban az anyjával:

„Anyám és én borzasztó csatákba kezdtünk, szörnyű csatákba, erőszakos és gonosz csatákba. Még senkivel sem voltam ilyen gonosz verbális csatában. Ökölre mennék egy férfival, de ez az anyám volt, és ki nem állhattam anyám gondolatait, és hogy ezeket csinálom. Ragaszkodott hozzá, és csak a hülye dolgokhoz. Emlékszem, hogy az egyik tetőfedés épp véget ért, és ő arra volt kíváncsi, hogy vajon megmostam-e a fogaimat.”

Amikor elegendő pénzt rakott félre, Kemper elköltözött egyik barátjához,Alameda-ba. Itt még mindig panaszkodott, hogy nem tud megszabadulni az anyjától, mivel a nő rendszeresen felhívta és meglepetésszerű látogatásokat tett. Gyakran voltak pénzügyi nehézségei, amelyek miatt gyakran visszatért anyja apartmanjába, Aptosba.
Ugyanebben az évben, amikor elkezdett dolgozni a Highway Department-nél. Kemper megismerkedett egy 16 éves Turlock Gimnáziumi tanulóval, akivel később eljegyezték egymást. Még ebben az évben elütötte egy autó,  miközben a nemrég vásárolt motorkerékpárján motorozott. Karja csúnyán megsérült, és a polgári perben, amit az autó soförje ellen indított 15 000 dolláros sérelmi díjat kapott. Amíg a sérelmi díjból vásárolt 1969-es Ford Galaxie-jával furikázott, sok olyan fiatal nőt vett észre, akik stoppoltak, és elkezdett műanyag zacskókat, késeket, takarókat és bilincset tárolni autójában. Ezután elkezdte felvenni a lányokat, és békében elengedte őket - Kemper szerint mintegy 150 ilyen stoppost választott ki mielőtt szexuális vágyat érzett az áldozatai iránt, és ezután kezdett cselekedni.

## Későbbi gyilkosságok
1972. május és 1973. április között Kemper nyolc nő életét oltotta ki, a sorozatgyilkosság édesanyja és annak legjobb barátja megölésében csúcsosodott ki. Felvette az autóstoppos női hallgatókat, és egy elszigetelt területre vitte őket, ahol le lehetett őket lőni, leszúrni, vagy megfojthatta őket. Aztán az élettelen testeket visszavitte az otthonába, ahol lefejezte őket, ahol a levágott fejeket használta a nemi vágyának kielégítésére, közösült  azok holttestével, majd feldarabolta őket. Ezalatt a 11 hónap alatt öt főiskolai hallgatót, egy középiskolai hallgatót, édesanyját és annak legjobb barátját is megölte. Kemper a kihallgatások során azt állította, hogy gyakran vadászott áldozatokra, miután anyja dühkitörésben tört ki, és megtagadta, hogy bemutassa fiának azokat a nőket, akikkel az egyetemen dolgozott.  "Azt mondta, olyan vagy, mint az apád." - emlékezett vissza. - "Nem érdemled meg, hogy megismerd őket." A pszichiáterek és Kemper maga is azt a hitet vallotta, hogy a fiatal nők helyettesítették a végső célpontját, az anyját, és hogy az anyja holttestén elkövetett megalázó tettei alátámasztják ezt a hipotézist.

### Mary Ann Pesce és Anita Luchessa
1972. május 7-én Kemper éppen Berkeley-be hajtott,  amikor felvett két 18 éves fresnoi autóstoppos lányt, Mary Ann Pesce-t és Anita Mary Luchessát, azért, hogy elvigye őket a Stanfordi Egyetemre. Egy órás vezetés után sikerült elérnie egy félreeső erdős területet Alameda közelében, amelyet a Highway Departmentnél végzett munkája révén ismert, anélkül, hogy figyelmeztette az utasokat, eltért attól az iránytól, ahová menni akartak Itt meg akarta erőszakolni őket, de miután az egyik sorozatos erőszakolótól megtanulta Atascaderoban, hogy ne hagyjon szemtanúkat, ehelyett megbilincselte Pesce-t és Luchessát pedig bezárta a csomagtartóba, majd leszúrta és megfojtotta Pesce-t, majd hasonló módon végzett Luchessaval. Kemper később bevallotta, hogy Pesce megbilincselése közben "kézhátával az egyik mellét megérintette és ez zavarba hozta őt", mielőtt hozzátette volna, hogy "upsz sajnálom vagy valami hasonlót" ennek ellenére a melle érintése után néhány perccel később meggyilkolta a lányt.
Kemper mindkét nő testét a Ford Galaxie csomagtartójába tette majd visszatért lakásába. Az úton egy rendőr megállította, mivel az egyik hátsó lámpája törött volt, de a járőr nem fedezte fel a holttesteket az autóban. Kemper szobatársa nem volt otthon, így a holttesteket felvitte a lakásába, ahol fényképeket készített róluk, és közösült a meztelen holttestekkel, mielőtt feldarabolta őket. Ezután a testrészeket műanyag zacskókba helyezte, amelyeket később a Loma Prieta-hegység közelében hagyott. Mielőtt Pesce és Luchessa levágott fejeit egy szakadékba dobta volna, Kemper mindkettőjükével kielégítette magát. Augusztusban Pesce koponyáját megtalálták a Loma Prieta hegységén. Az átfogó kutatás során sem sikerült feltárni Pesce többi maradványát vagy Luchessa nyomát.

### Aiko Koo
1972. szeptember 14-én este Kemper felvette a koreai és lett felmenőkkel rendelkező tizenöt éves tánchallgatót, Aiko Koo-t, aki úgy döntött, hogy stoppal indul táncórára, miután lekéste a  buszát. A férfi újra elindult egy távoli területre, és fegyvert fogott Koora, mielőtt véletlenül kizárta volna saját magát a kocsijából. Koo azonban visszaengedte (Kemper előzőleg elnyerte a 15 éves lány bizalmát, miközben fegyverrel sakkban tartotta). Az autóba visszaszállva fojtogatni kezdte, míg el nem vesztette az eszméletét, ezután megerőszakolta és megölte. Ezt követően becsomagolta testét a kocsi csomagtartójába, ivott néhány italt egy közeli bárban, aztán kilépett a bárból, és csomagtartót kinyitva "gyönyörködött a fogásban, mint egy horgász"  és visszatért a lakásába. A lakásában közösült a holttesttel, mielőtt az előző két áldozathoz hasonlóan maradványokat feldarabolta. Koo édesanyja felhívta a rendőrséget, hogy jelentse lánya eltűnését, és több száz szórólapot tettek ki, amellyel információt próbált szerezni, de nem kapott semmiféle választ lánya helyére vagy helyzetére vonatkozóan.

### Cindy Schall
1973. január 7-én Kemper, aki közben visszaköltözött az édesanyjához, a Cabrillo Főiskola campusa környékén autókázott amikor felvette a 18 éves Cynthia Ann "Cindy" Schall-ot. Egy félreeső erdős területre vitte, és .22-es kaliberű pisztolyával lelőtte. Ezután testét a csomagtartóba helyezte, és anyja házához hajtott vele, ahol testét a szobájában lévő szekrényben éjszakára elrejtette. Miután az anyja elment a munkába másnap reggel, Kemper szexuális kapcsolatot létesített Schall holttestével, és eltávolította a golyót, mielőtt az anyja kádjában feldarabolta és lefejezte volna.
Kemper néhány napig magánál tartotta Schall levágott fejét, rendszeresen kielégítve magát, mielőtt azt anyja kertjében - amely szemben volt Kemper hálószobájával - eltemette volna. Később megjegyezte, hogy édesanyja "mindig azt akarta, hogy az emberek felnézzenek rá". A többi maradványát ledobta egy szikláról. Az elkövetkező néhány hét során Schall feje és jobb keze kivéve mindent megtaláltak és "összerakták, mint egy hátborzongató kirakós játékot." A rendőrség és egy patológus megállapította, hogy összevagdalták, majd feldarabolták egy láncfûrésszel .

### Rosalind Thorpe és Allison Liu
1973. február 5-én, anyjával folytatott heves viták után Kemper elhagyta házát, hogy lehetséges áldozatok után kutasson. Mivel fokozódott a gyanú, hogy a sorozatgyilkos vadászik autóstopposokra Santa Cruz környékén, a hallgatóknak azt tanácsolták, hogy csak olyan járművekbe szálljanak be, amiken egyetemi matricák vannak. Kemper autóján volt ilyen matrica, mivel az anyja a Kaliforniai Egyetemen dolgozott, Santa Cruzban. Véletlenül futott össze a 23 éves Rosalind Heather Thorpe-val és a 20 éves Alice Helen "Allison" Liu-val az UCSC egyetemen kampuszán. Kemper szerint Thorpe szállt be először, ami biztonságérzettel töltötte el Liut, hogy ő is beszálljon. Ezután halálosan lövést adott le Thorpe-ra és Liura a .22-es kaliberű pisztolyából, és testeket takaróba csomagolta.
Kemper ismét hazavitte áldozatait anyja házába,ezúttal a kocsijában fejezte le őket, és a fejetlen holttesteket édesanyja házába vitte, hogy nemi kapcsolatot létesítsen velük. Ezután szétdarabolta a holttesteket, eltávolította a golyókat, hogy megakadályozza az azonosítást, és másnap reggel megsemmisítette a maradványaikat.  Néhány maradványt egy héttel később az Eden-kanyonban találtak, és valamivel többet márciusban az 1 számú autóút közelében. Amikor egy kihallgatáson feltették a kérdést, hogy miért távolította el áldozatainak fejeit, mielőtt a testeken szexuális tevékenységet végzett, elmagyarázta, hogy: "A fejjel végzett élvezet, mint egy trófea. Tudod, a fej az,ahol minden ott van, az agy, a szem, a száj. Ez az a személy. Emlékszem, hogy gyerekként azt mondtam, ha levágod a fejét, és a test meghal. A test már semmi a fej levágása után   ... nos, ez nem egészen igaz, sok marad a lány testében fej nélkül."

### Clarnell Strandberg és Sally Hallett
1973. április 20-án, az 52 éves Clarnell Elizabeth Strandberg egy partiról való hazatérés után felébresztette fiát érkezésével. A nő az ágyában ült könyvet olvasva, amikor észrevette, hogy Kemper belép a szobájába, és azt mondta neki: "Gondolom, most egész éjjel itt akarsz ülni és beszélgetni." Kemper azt válaszolta: "Nem, jó éjt." Ezután megvárta, hogy elaludjon, mielőtt visszatért és késével átvágta a torkát. Ezt követően lefejezte a nőt, és a levágott fejjel kielégítette magát, mielőtt darts táblaként használta; Kemper azt mondta, hogy "feltette a nő fejét a polcra, és egy órán keresztül üvöltözött vele... darts nyilakat dobott rá", és végül" bezúzta az arcát". Kivágta a nyelvét és a gégéjét, és a szemétmegsemmisítőbe dobta őket. A szemétmegsemmisítő azonban nem tudta összetörni a kemény hangszálakat, ezért  a szöveteket visszajuttatta a mosogatóba. "Ez megfelelőnek tűnt" - mondta később Kemper: - olyan sokat szitkozódott, visított és ordibált velem a sok-sok év alatt.
Kemper ezután elrejtette anyja holttestét egy szekrénybe, és elment inni. Visszaérkezése után meghívta anyja legjobb barátját, 59 éves Sara Taylor "Sally" Hallett-et a házba vacsorára és egy filmnézésre. Amikor Hallett megérkezett, Kemper addig fojtogatta a nőt, amíg az meg nem halt, és aztán az éjszakát a holttestével töltötte. Később betette a holttestet egy szekrénybe, eltüntetett minden külső behatolásra utaló nyomot, és feljegyzést hagyott a rendőrség számára. Ez a következő volt: 

„Körülbelül 5:15, Szombat. Nincs többé szükség rá, hogy szenvedjen a szörnyű "gyilkos mészáros" kezeitől. Gyors volt - aludt- ahogy akartam. Nem hanyag, és befejezetlen, uraim. Csupán "az idő hiánya". Meg kellett tennem!!! ”

Kemper ezután elmenekült a helyszínről, és a Colorado-i Pueblo-ba ment. Miután nem hallott  semmit a rádióban anyja és Hallett meggyilkolásáról, amikor Puebloba érkezett, keresett egy telefonfülkét és felhívta a rendőrséget. Bevallotta anyja és Hallett megölését, de a rendőrség nem vette komolyan hívást, és azt mondták neki, hogy később hívja vissza őket. Néhány órával később Kemper ismét telefonált, és azt kérte, hogy hadd beszéljen egy olyan rendőrrel, akit személyesen is ismer. Kemper bevallotta neki az anyja és Hallett meggyilkolását, és várt, amíg a rendőrség megérkezik, és őrizetbe veszik, ahol aztán bevallotta a hat diák meggyilkolását is. Amikor megkérdezték, miért fordult magába, Kemper azt mondta: "Az eredeti cél eltűnt   . . . Nem szolgált semmilyen fizikai, valós vagy érzelmi célt. Csak tiszta időpazarlás volt   . . . Érzelmileg nem tudtam kezelni többé. Kezdtem úgy érezni, hogy az egész átkozott dolog hiábavaló, és a kimerültség határán, az összeomlás közelében azt mondtam, hogy a pokolba vele, és lefújtam az egészet."

## A tárgyalás

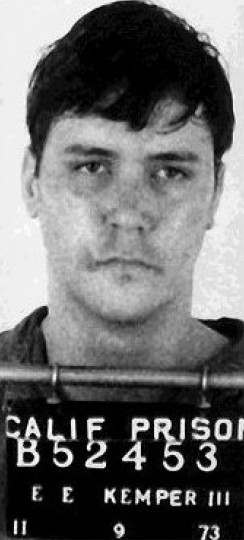
Rendőrségi fotó Kemperről 1973. november 11-én

Kempert 1973. május 7-én nyolc rendbeli első fokú gyilkossággal vádolták meg. Jim Jacksont nevezték ki Santa Cruz megye fő védőjének. Kemper világos és részletes vallomása miatt az ügyvédének egyetlen lehetősége maradt, hogy bizonyítsa, hogy ügyféle nem bűnös a vádpontokban beszámíthatatlansága miatt. Kemper az őrizete alatt kétszer próbált öngyilkosságot elkövetni. A tárgyalása 1973. október 23-án kezdődött.
Három, a bíróság által kinevezett pszichiáter Kempert legálisan épelméjűnek találta. Az egyik pszichiáter, Dr. Joel Fort megvizsgálta fiatalkori kartonjait és a diagnózist, hogy valaha pszichotikus volt. Fort meghallgatta Kempert, (igazságszérum hatása alatt is), és továbbította a bíróság felé, hogy Kemper kannibalizmust folytatott, azt állítva, hogy az áldozatainak lábából vágott ki húst, majd megfőzte és elfogyasztotta ezeket a hússzeleteket egy edényből. Mindazonáltal Fort megállapította, hogy Kemper tudatában van minden esetben, és kijelentette, hogy Kemper élvezi annak a lehetőségét, hogy rossz hírét keltsék és gyilkosnak nevezzék.  Kemper később visszavonta a kannibalizmusról vallomását.
Kalifornia M'Naghten szabványt alkalmazta, amely kimondta, hogy a vádlott "elmebeteggel való védekezés esetén egyértelműen bizonyítani kell, hogy a cselekmény elkövetése idején a vádolt fél a tevékenysége alatt értelem hiánya, az elme betegsége miatt ismerte a tettei természetét  és minőségét, vagy ha ismerte is, nem volt tisztában azzal, hogy amit tesz, az rossz." Úgy tűnt, hogy Kemper tudta, hogy tettei természete helytelenek,   és rosszindulatú előre megfontolt szándékot mutatott. November 1-Kemper kiállt és azt vallotta, hogy ő ölte meg az áldozatokat, mert "magamnak akartam őket, saját tulajdonomnak", majd megpróbálta bebizonyítani az esküdteknek, hogy az érvelés alapján őrült volt, hogy a tetteit csak olyasvalaki követte el, akinek egy aberrált elmével rendelkezik. Azt mondta, két ember lakott a testében, és amikor a gyilkos személyiség vette át az irányítást, az "olyan volt,, mintha elvesztette volna az eszméletét."
1973. november 8-án a hat férfiból, hat nőből álló esküdtszék öt órára összeült, mielőtt Kemper egészségesnek és bűnösnek nyilvánították. Halálbüntetést kért magára, "kínzással történő halállal". Azonban akkoriban a Legfelsőbb Bíróság halálbüntetés moratóriumát hatályon kívül helyezte. Ehelyett hét évtől életfogytiglant kapott minden egyes vádpontért, e feltételeket egyidejűleg szolgáltatva, és a Kaliforniai Orvosi Intézetbe küldték.

## Bebörtönzése
A Kaliforniai Orvosi Intézményben Kempert ugyanabban a börtönben tartották fogva, mint más hírhedt bűnözőket is, mint például Herbert Mullint és Charles Mansont. Kemper különösen megvetette Mullint, aki Kemperrel egy időben és ugyanazon a területen gyilkosságokat követett el. Úgy írta le Mullint, hogy "csak egy hidegvérű gyilkos ... mindenkit megöl, minden ok nélkül". Kemper manipulálta és fizikailag megfélemlítette Mullint, aki több mint egy lábbal alacsonyabb volt. Kemper kijelentette, hogy "[Mullinnak] szokása volt énekelni és zavarni másokat, amikor valaki megpróbált tévét nézni, ezért vizet dobtam rá, hogy befogja. Aztán, amikor jó fiú volt, földimogyorót adtam neki. Herbie szerette a földimogyorót. Ez hatékony módszer volt, mert hamarosan engedélyt kért az énekléshez. Ezt viselkedésmódosító eljárásnak hívják. "
Kemper továbbra is többi fogoly körében maradt, és minta rabnak volt tekinthető. Ő lett megbízva más rabok időpontjainak a megszervezésével a pszichiáterekkel, és kiváló kézműves kerámia csészéket készített. Termékeny volt a hangoskönyvek készítésében, vakok számára; egy 1987-es Los Angeles Times cikk azt állította, hogy ő volt a börtön program koordinátora és személy szerint több, mint 5000 órányi könyvet mondott fel szalagra, és több száz felvétel készült el a nevével 2015-ben visszavonult ettől a pozíciótól miután stroke-ot kapott, valamint orvosilag alkalmatlannak találták. Az első szabályszegési jelentést 2016-ban kapta, mert nem volt hajlandó vizeletmintát adni.

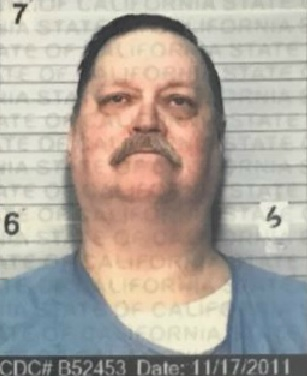
Kemper 2011. november 17-én

Börtönben Kemper számos interjúban vett részt, köztük az 1982-es The Killing of America című dokumentumfilm egy szegmensében, valamint egy 1984-es Gyilkosság: Nincs látható motívum című dokumentumfilmében is feltűnik. Interjúi hozzájárultak a sorozatgyilkosok gondolkodásának megértéséhez. Az FBI profilozója, John Douglas úgy írta le Kempert, mint "a legélesebb eszű" a börtönlakók között, akivel valaha is interjút készített és képes arra, hogy "ritka betekintést nyújtson egy erőszakos bűnözőhöz". Kemper a bűncselekmények természetéről szólva kijelentette, hogy azért vett részt az interjúkon, hogy másokat, mint őt magát megmentse a gyilkosságtól; Gyilkosság: Nincs látható indítékú interjú végén azt mondta: "Van ott valaki, aki épp ezt nézi, és még nem tette meg - nem ölt embert, és akar és dühöng legbelül, és erejét megfeszítve harcol ezzel az érzéssel, vagy biztos abban, hogy ellenőrzés alatt tudja tartani. Beszélniük kell valakivel erről. Bízni valakiben annyira, hogy leüljön, és olyasmiről beszéljen, ami nem bűn; arra gondolni nem bűn. Ennek végrehajtása ugyanis nem csak bűncselekmény, hanem szörnyű dolog. Nem tudod, mikor hagyd abba, és nem lehet egykönnyen leállítani, ha már egyszer elkezdted." Interjút is készített Stéphane Bourgoin francia íróval 1991-ben.
Kemper először 1979-ben volt jogosult a feltételes szabadlábra helyezésre . Abban az évben, valamint az 1980., 1981. és 1982. évi meghallgatáson megtagadták tőle feltételes szabadlábra helyezést. Ezt követően 1985-ben lemondott a meghallgatáshoz való jogáról. Az 1988. évi meghallgatáson azt mondta: "A társadalom semmilyen formában vagy alakban nem áll készen rám. Nem hibáztathatom őket érte." 1991-ben és 1994-ben ismét megtagadta a feltételes szabadlábra helyezést. Ezt követően  1997-ben és 2002-ben lemondott a meghallgatáshoz való jogáról. Részt vett a következő meghallgatáson, 2007-ben, ahol ismét elutasították. Ariadne Symons ügyész azt mondta: "Minket nem érdekel, hogy mekkora minta rab fogva tartjuk a bűncselekményeinek súlyossága miatt." Kemper 2012-ben ismét lemondott a meghallgatáshoz fűződő jogáról. Kempertől 2017-ben megtagadták a feltételes szabadlábra helyezést, és 2024-ben lesz legközelebb a meghallgatásra jogosult.